# Bravo☆Bravo
「Bravo☆Bravo」是日本的女子偶像組合Buono!的第9張單曲。2009年12月16日發售。發售公司是波麗佳音。

## 概要
- 初回限定盤是CD+DVD，通常盤是CD構成。初回限定盤和通常盤有活動參加抽選序號卡和Buono!原創閃卡（初回･通常不同的模式）封入。
- 「-Winter Story-」是Buono!第一首聖誕節歌曲。
- 「Bravo☆Bravo」的中心是鈴木愛理。

## 收錄曲
1. Bravo☆Bravo 
（作詞：三浦徳子、作曲：つんく、編曲：西川進）
『守護甜心!派對!』片尾曲（2009年10月 - 12月）
2. -Winter Story-
（作詞：川上夏季、作曲：AKIRASTAR、編曲：AKIRASTAR・井上慎二郎）
3. Bravo☆Bravo（Instrumental）
4. -Winter Story-（Instrumental）

## 備註
1. ↑  . ナタリー. 2009-12-09  [2012-03-18]. （原始内容存档于2013-06-18）.

## 外部連結
- YouTube上的Buono! 『Bravo☆Bravo』 (MV)
- Review: Bravo☆Bravo / Buono! - hotexpress
- Buono!官方唱片Archive.today的存檔，存档日期2009-05-02